# 南乌兹别克语
南乌兹别克语是突厥语族葛逻禄语支的一种语言，以阿富汗法利亚布省为中心，大约有三百多万使用者。土耳其的一小部分的難民亦使用。
另外，中亚尤其是乌兹别克斯坦的官方语言则是北乌兹别克语，以塔什干话为普通话。使用者是南乌兹别克语人数的十倍以上。
根据近期阿富汗语言法律的调整，本语言正式成为继普什图语和达利语后，阿富汗伊斯兰共和国第三个官方语言。

## 外部連結
線上字典
- Word translator from Southern Uzbek to Farsi （页面存档备份，存于）